# Ophiocomidae
Famille
Les Ophiocomidae sont une famille d'ophiures (animaux marins ressemblant à des étoiles de mer souples), de l'ordre des Ophiurida.

## Description et caractéristiques
Cette famille est la plus répandue des tropiques, et une des plus facilement observées. Ces grandes ophiures au disque central bien développé sont caractérisées par leurs mâchoires triangulaires, avec des plaques orales bordées de nombreuses papilles buccales de chaque côté, et des papilles dentales présentes à l'apex de chacune des mâchoires. 
Les bras, assez larges à la base, sont formés de plaques en forme de losanges, portant latéralement des doubles rangées de piquants. 

## Liste des genres
| Selon World Register of Marine Species (12 décembre 2013) : ... - genre Breviturma Stöhr, Boissin & Hoareau, 2013 -- 7 espèces - genre Ophiocoma L. Agassiz, 1835 -- 7 espèces - genre Ophiocomella A.H. Clark, 1939 -- 6 espèces - genre Ophiomastix Müller & Troschel, 1842 -- 22 espèces (dont les espèces anciennement classée sous Ophiarthrum) | Selon ITIS (12 décembre 2013) : - genre Ophiocoma Agassiz, 1836 - genre Ophiocomella A. H. Clark - genre Ophiocomina Koehler, 1920 - genre Ophiopsila Forbes, 1843 - genre Ophiopteris Smith, 1877 |

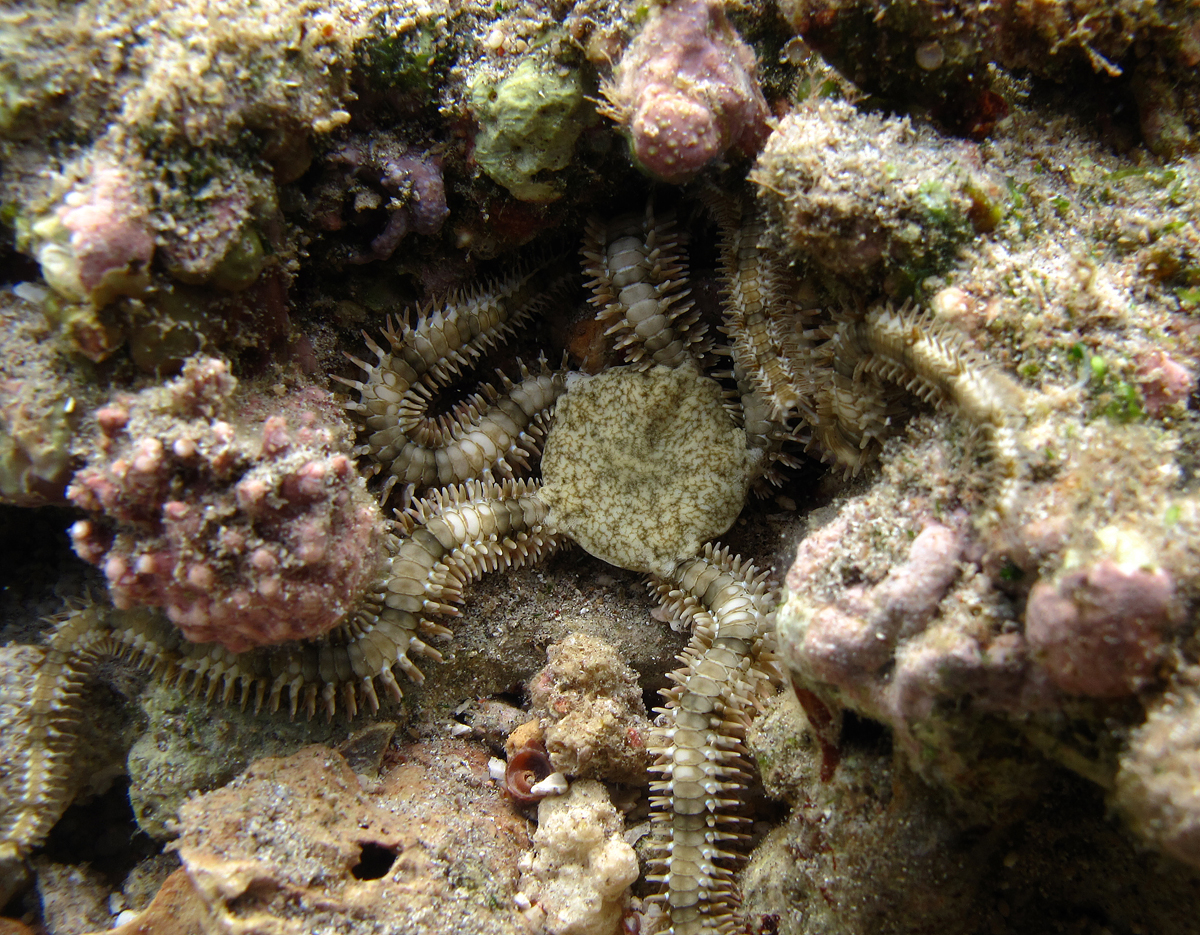
Breviturma brevipes
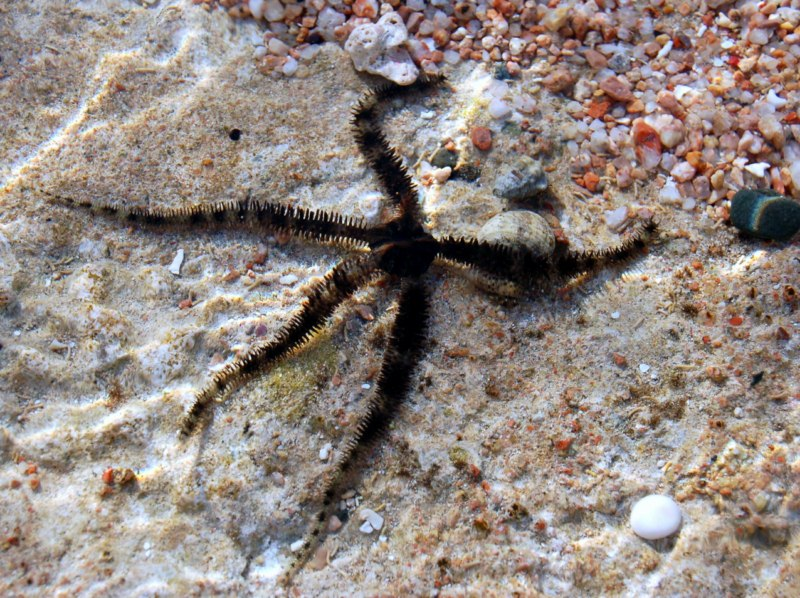
Ophiocoma scolopendrina
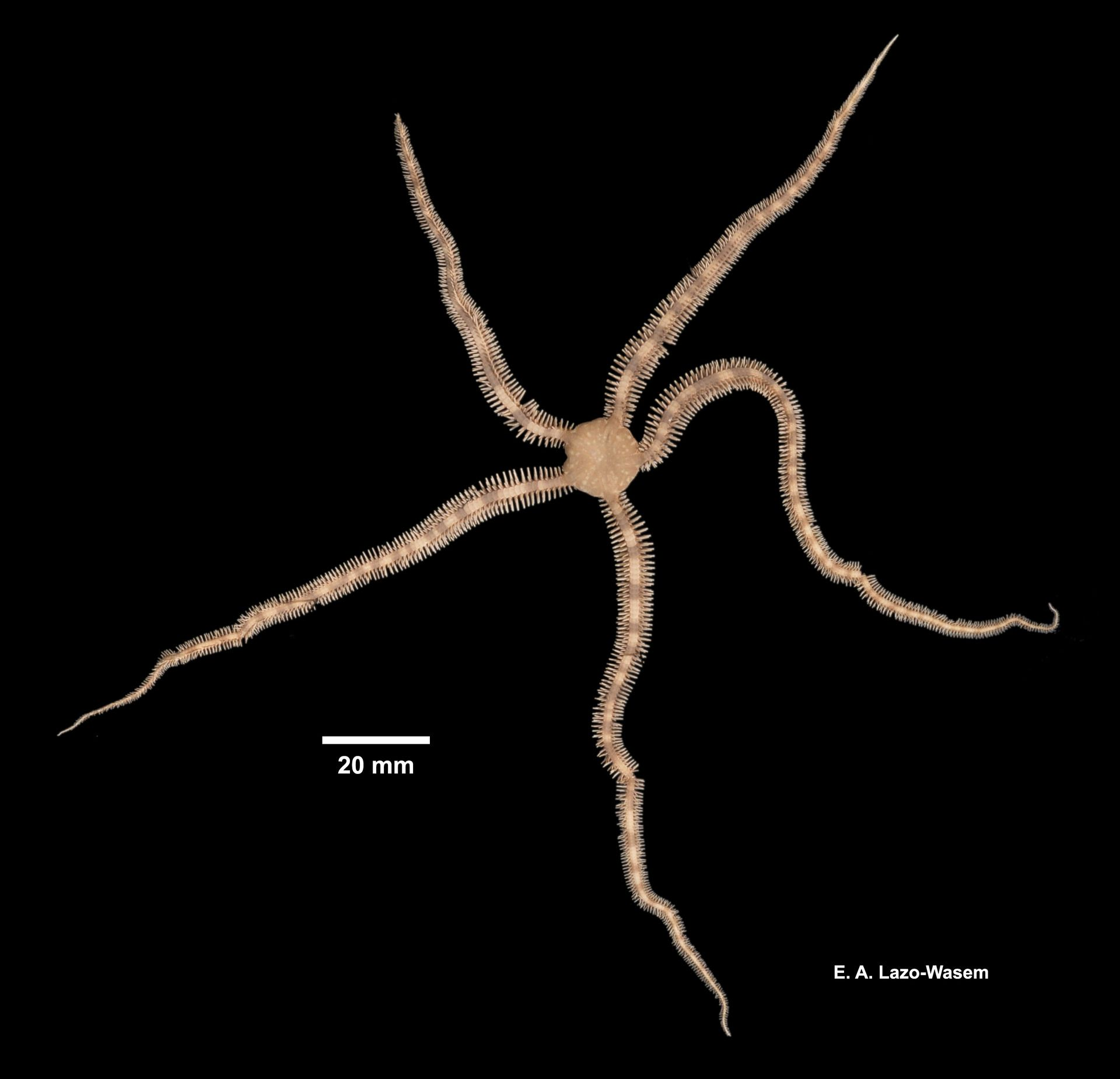
Ophiocomella valenciae
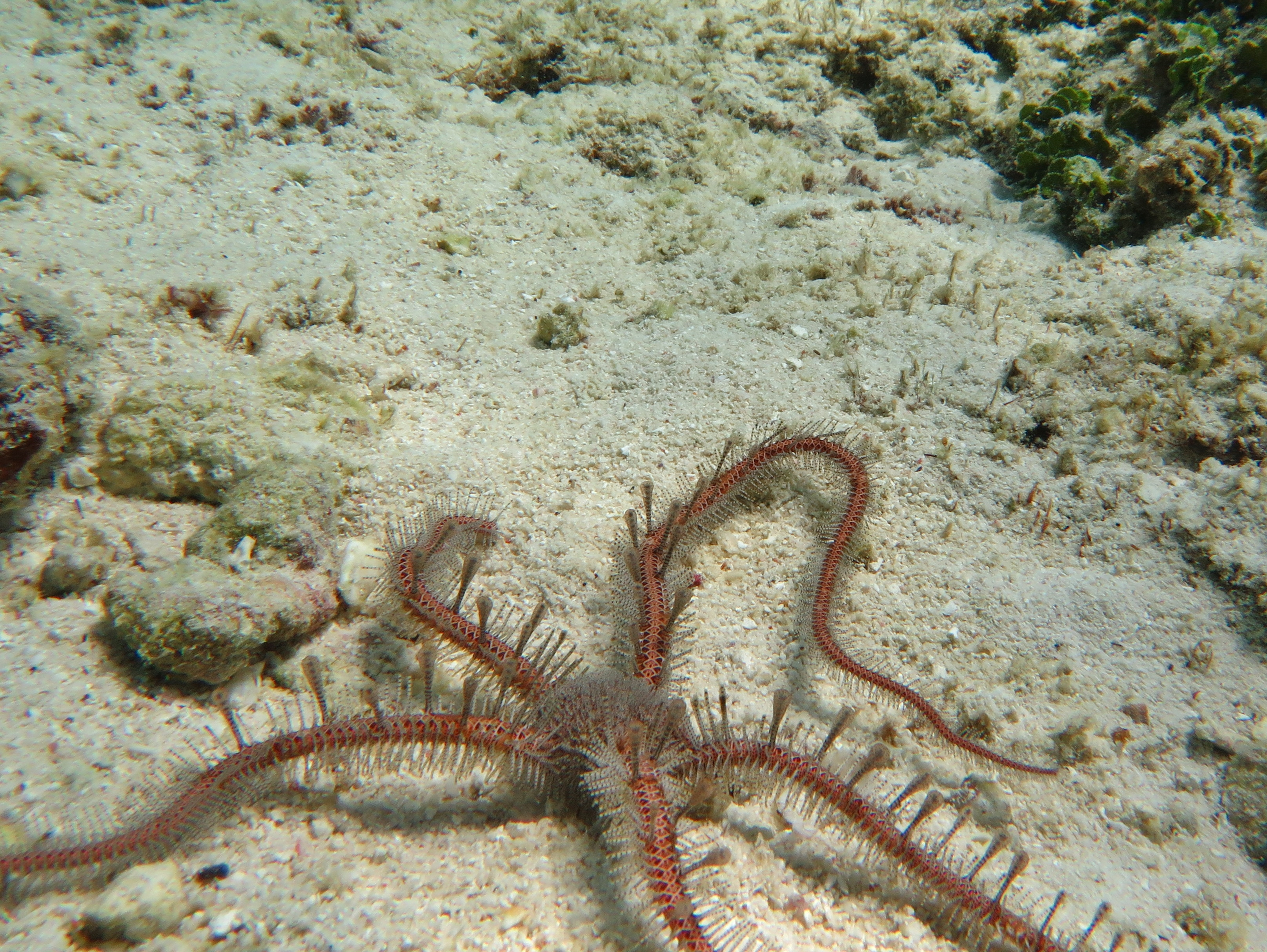
Ophiomastix annulosa